# Плимут (Северна Каролина)
Плимут (енгл. Plymouth) град је у америчкој савезној држави Северна Каролина.

## Демографија
По попису из 2010. године број становника је 3.878, што је 229 (-5,6%) становника мање него 2000. године.
| Група             | 2000.         | 2010.         |
| Белци             | 1.422 (34,6%) | 1.119 (28,9%) |
| Афроамериканци    | 2.591 (63,1%) | 2.653 (68,4%) |
| Азијати           | 25 (0,6%)     | 15 (0,4%)     |
| Хиспаноамериканци | 54 (1,3%)     | 45 (1,2%)     |
| Укупно            | 4.107         | 3.878         |